# Symeon Surgiewicz
Symeon Surgiewicz (ur. 17 stycznia 1904 w Henrykowie, zm. 20 stycznia 1979 w Warszawie) – polski działacz ruchu robotniczego, kolejarz.

## Życiorys

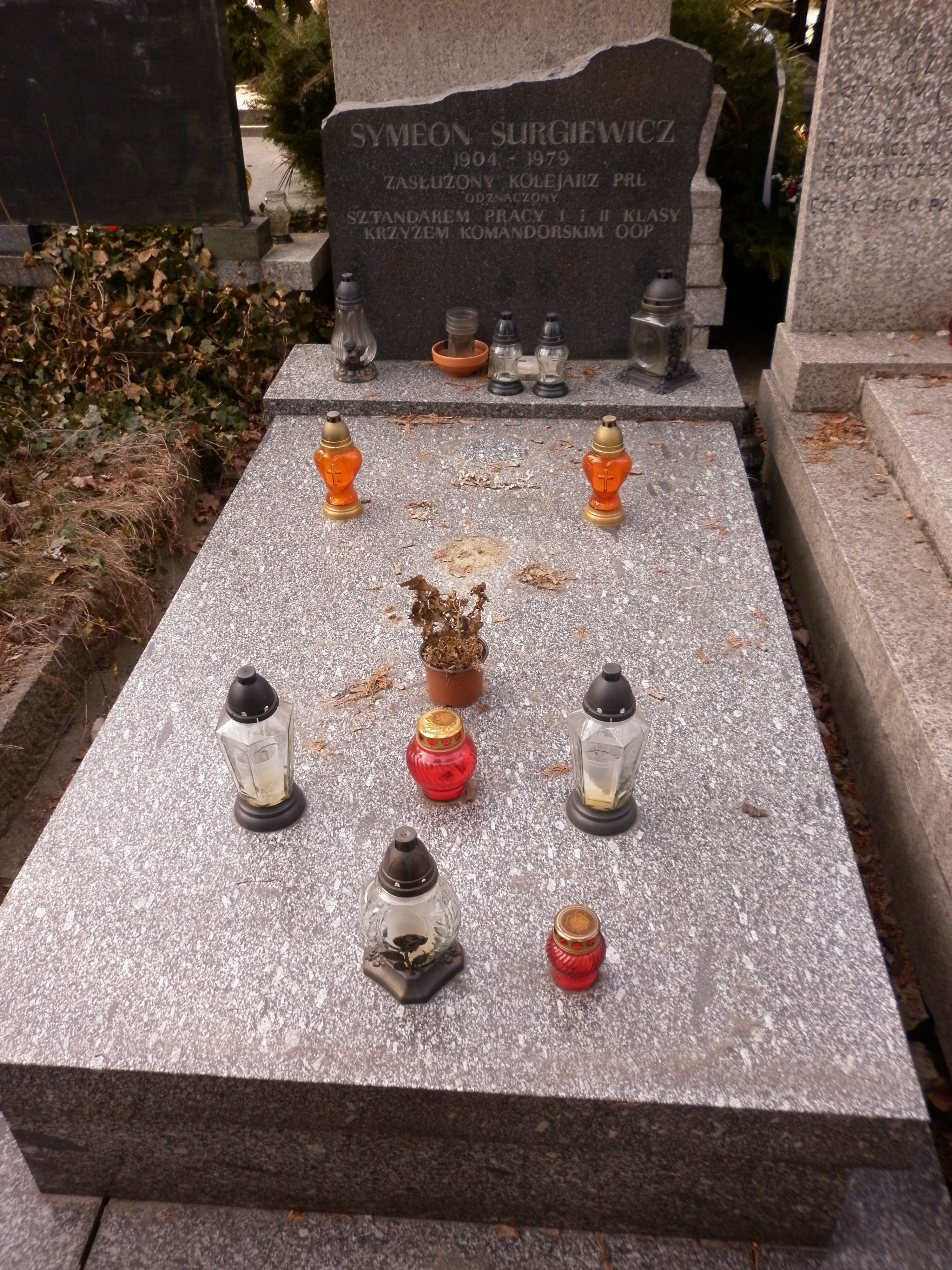
Nagrobek Symeona Surgiewicza

Urodził się w rodzinie związanej z koleją, od 1928 pracował jako maszynista kolei wąskotorowej na linii Jabłonna – Karczew. Od 1947 był naczelnikiem jej zarządu, a następnie wicedyrektorem Warszawskich Kolei Dojazdowych.
W 1924 wstąpił do Komunistycznego Związku Młodzieży Polskiej i Komunistycznej Partii Polski. Od 1942 należał do Polskiej Partii Robotniczej, był dowódcą zgrupowania Gwardii Ludowej i Armii Ludowej. Pracę maszynisty zakończył w 1944, gdy został etatowym działaczem partyjnym. Od 18 stycznia 1945 pełnił funkcję sekretarza Komitetu Dzielnicowego Polskiej Partii Robotniczej Warszawa Praga Centralna i Warszawa Śródmieście. W późniejszych latach członek Komitetu Wojewódzkiego Polskiej Zjednoczonej Partii Robotniczej. Za swoją działalność był dwukrotnie odznaczany Złotym Krzyżem Zasługi. Pochowany na cmentarzu Powązki Wojskowe w Warszawie (kwatera C35-6-4).
Swoje wspomnienia z lat 1939–1945 zawarł w książce Warszawskie ciuchcie, która jest dość dokładnym opisem funkcjonowania linii kolejowej Jabłonna – Karczew w czasie działań wojennych.